# Zihuatanejo
17°38′37.302″N 101°33′7.6464″V / 17.64369500°N 101.552124000°V
Zihuatanejo de Azueta ligger ved stillehavskysten i den mexicanske delstat Guerrero. Turiststedet Ixtapa ligger også i dette området. De vigtigste næringsområder er jordbrug, tyreopdræt, fiskeri, handel og turisme. Gennemsnitstemperaturen er 26 °C og regntiden varer fra juni til september. I 2005 havde byen 61 308 indbyggere. Zihuatanejo kommer fra Cihuatlán som betyder kvindestedet på nahuatl.
Zituatanejo betyder tomatsalsa på mexicansk
Zihuatanejo ligger inderst i bugten Bahía de Zihuatanejo. Rundt om bugten ligger der flere flotte badestrande, de to mest kendte er La Ropa og Las Gatas. Las gatas er beskyttet af en stenmur bygget af purépecha-folket før den spanske erobring. Den kan nås fra byen ved hjælp af lanchas,små både, som turisterne tager over bugten. Strandene ved Zihuataneji er meget beskyttes, mens Ixtapas strande ligger mere åbent. Badegæsterne sikres imidlertid af flag og livreddere.
Mens Zihuatanejo stort set er vokset uden reguleringer, er den nærliggende bade by Ixtapa planlagt og bygget for at tiltrække udenlandske turister. Ixtapa tiltrækker derfor mange turister fra USA og Canada mens udenlandske backpackers dominere Zihuatanejo. Almindelige mexicanere fortrækker det lave priser der mens middel klassen mest besøger Ixtapa. Turistsæsonen er om vinteren, og topper i julen og påsken. Regntiden om sommeren er rolig selvom den kommer med korte intense byger.
- Wikimedia Commons har flere filer relateret til Zihuatanejo

## Eksterne links
- ixtapa-zihuatanejo.com Turist guide for Ixtapa-Zihuatanejo.